# Tariqe Fosu
Tariqe Kumahl Malachi Akwesi Fosu-Henry (ur. 5 listopada 1995 w Londynie) – ghańsko-angielski piłkarz, występujący na pozycji napastnika w angielskim klubie Northampton Town oraz w reprezentacji Ghany. 
Wychowanek Reading, w trakcie swojej kariery grał m.in. w takich zespołach jak: Brentford, Reading, Charlton Athletic, Oxford United czy Stoke City. Były młodzieżowy reprezentant Anglii.